# Epidendrum flexuosum
Epidendrum flexuosum là một loài thực vật có hoa trong họ Lan. Loài này được G.Mey. mô tả khoa học đầu tiên năm 1818.

## Hình ảnh

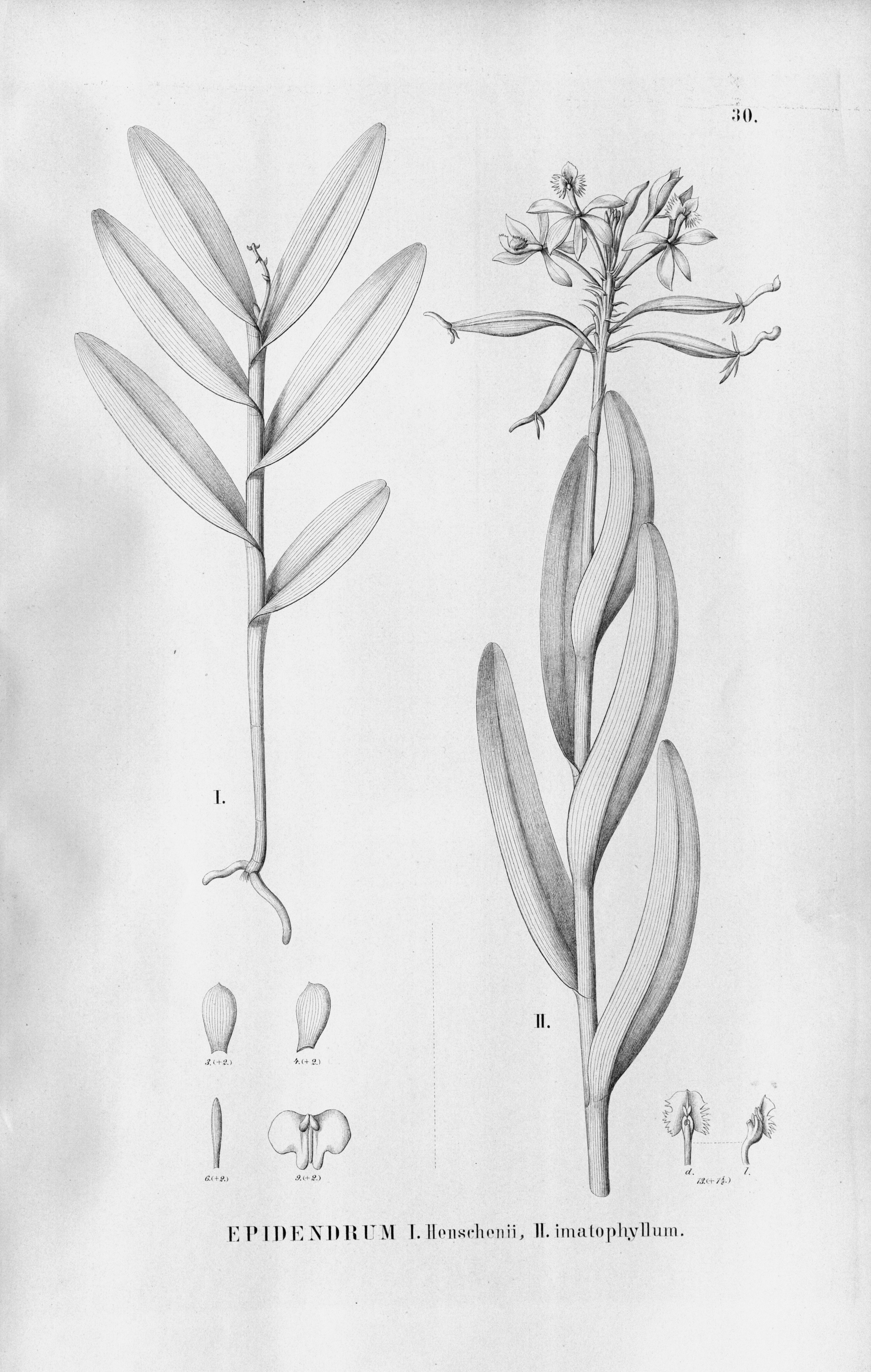